# C26H46
化学式C26H46（摩尔质量：358.64 g/mol，不饱和度为4）可能指：
- 降胆甾烷
  - 19-降胆甾烷，CAS号：79897-74-8 
  - 21-降胆甾烷，CAS号：188740-35-4 
  - 24-降胆甾烷，CAS号：38676-20-9 
  - 27-降胆甾烷，CAS号：134521-86-1
- 二十烷基苯，CAS号：2398-68-7
- 1,4-二癸基苯
- (1-甲基十九烷基)苯

|  | 这个同类索引页列出了具有相同分子式的化学物（即同分異構體）条目。 除非您是有意链接至本页，否则应将相应条目的内部链接指向正确的条目。 |